# Holotrichia semitomentosa
Holotrichia semitomentosa är en skalbaggsart som beskrevs av Frey 1975. Holotrichia semitomentosa ingår i släktet Holotrichia och familjen Melolonthidae. Inga underarter finns listade i Catalogue of Life.